# South Africa Tour 2013
South Africa Tour 2013 —en español: Gira por Sudáfrica — fue una gira realizada por la cantante galesa Bonnie Tyler, y marcó 20 años desde su último concierto en el país. La gira fue ampliamente difundida por los medios de comunicación sudafricanos y siguió el lanzamiento de su nuevo álbum de estudio Rocks and Honey (2013 ) y su aparición en el Festival de Eurovisión de 2013. Los dos primeros espectáculos fueron en Johannesburgo con entradas agotadas.
Tyler sólo interpretó cuatro nuevas canciones de Rocks and Honey en sus conciertos; «This is Gonna Hurt», «All I Ever Wanted», «Flat On the Floor» y «Mom». «A todo el mundo le gusta escuchar los clásicos», explicó Tyler.

## Fecha
Después de su concierto en Bloemfontein, Tyler y su banda visitaron lugares turísticos cerca de Ciudad del Cabo, como Montaña de la Mesa y granjas de vino alrededor de Stellenbosch.
| Sudáfrica               |                 |                                                              |
| 29 de agosto de 2013    | Johannesburgo   | Emperors Palace Hotel Casino Convention Resort               |
| 30 de agosto de 2013    | Johannesburgo   | Emperors Palace Hotel Casino Convention Resort               |
| 1 de septiembre de 2013 | Bloemfontein    | Callie Human Centre                                          |
| 6 de septiembre de 2013 | Ciudad del Cabo | Ciudad del Cabo Internacional Convention Centre, Auditorio 1 |
| 7 de septiembre de 2013 | Ciudad del Cabo | Ciudad del Cabo Internacional Convention Centre, Auditorio 1 |

## Banda
- Matt Prior - Guitarra
- Keith Atack - Guitarra
- Ed Poole - Bajo eléctrico
- John Young - Teclado
- Grahame Rolfe - Batería